# DiskCryptor
DiskCryptor je v informatice název prvního open source nástroje pro úplné šifrování disku systému Microsoft Windows, který dovolil šifrování celého počítačového pevného disku nebo jednotlivých oddílů včetně možnosti zašifrovat samotnou instalaci operačního systému. Je šířen pod licencí GPL). Původně byl míněn jako náhrada komerčních systémů šifrování disku (DriveCrypt Plus Pack, PGP Whole Disk Encryption). Používá šifrování AES-256, Twofish, Serpent nebo kaskádovou kombinaci algoritmů v režimu XTS.

## Historie
Projekt byl původně zahájen bývalým uživatelem programu TrueCrypt, který ve fóru vystupuje pod jménem „ntldr“. Původně byl používaný formát kompatibilní s TrueCrypt, ale později byl formát uložení dat změněn, aby bylo možné šifrovat i v systému Windows XP, aby měl systémový oddíl stejný formát, jako ostatní diskové oddíly a též kvůli vývoji a dalším plánům projektu.

## Funkce programu
| Operační systém        | Verze (service pack) | Bitovost CPU |
| ---------------------- | -------------------- | ------------ |
| Windows 2000           | SP0–SP4              | x86          |
| Windows XP             | SP0–SP3              | x86, x64     |
| Windows Server 2003    | SP0–SP2              | x86, x64     |
| Windows Vista          | SP0–SP2              | x86, x64     |
| Windows Server 2008    | SP0–SP2              | x86, x64     |
| Windows 7              | SP1                  | x86, x64     |
| Windows Server 2008 R2 |                      | x64          |
| Windows 8 / 8.1        |                      | x86, x64     |
| Windows 10             |                      | x86, x64     |

- Podpora pro šifrovací algoritmu AES-256, Twofish, Serpent včetně jejich kombinací.
- Transparentní šifrování disku.
- Plná podpora pro dynamické disky.
- Podpora pro disková zařízení s velkými sektory (důležité pro provoz hardwarový RAID).
- Vysoký výkon srovnatelný s účinnosti nešifrovaného systému.
- Podpora pro hardwarovou akceleraci AES.
- Instrukční sada AES-NI pro nové procesory Intel CPU.
- Rozšíření PadLock na procesory VIA.
- Široký výběr v konfiguraci bootování šifrované operační systémy. Podpora pro různé multi-boot možnosti.
- Plná kompatibilita s LILO, GRUB atd.
- Šifrování systému a spouštěcí oddíly s předbootovací autentizací.
- Možnost umístit zavaděč na externí médium a ověření pomocí klávesy médium.
- Podpora klíčových souborů.
- Plná podpora pro externí paměťová zařízení.
- Možnost vytváření šifrovaných CD a DVD disků.
- Plná podpora pro šifrování externích úložných zařízení typu USB.
- Automatická připojení disku a externích zařízení pro ukládání dat.
- Podpora pro klávesové zkratky a volitelné rozhraní pro příkazový řádek (CLI).
- Otevřená licence GNU GPLv3.

### Šifrovací algoritmy
Všechny algoritmy jsou implementovány v režimu XTS.
- AES-256
- Had
- Twofish

### Hashovací funkce
- PrF HMAC-SHA-512

### Výkon
Na Intel Core 2 Quad (Q6600) částky CPU šifrují data rychlostí až 104 MB/s pro každé jádro. Crypto-algoritmy pro x86 verzi jsou implementovány v jazyce symbolických instrukcí, provedení má maximální počet optimalizace pro řadu Intel Core procesorů, nicméně provede operaci dostatečně rychle i na jiných procesorech. Téměř všechna možná vylepšení pro zvýšení výkonnosti byla použita např. algoritmus AES kód je dynamicky generovaný s optimalizací stanovenou tak, že používá určitý klíč.